# Biserica de lemn din Ghirbom

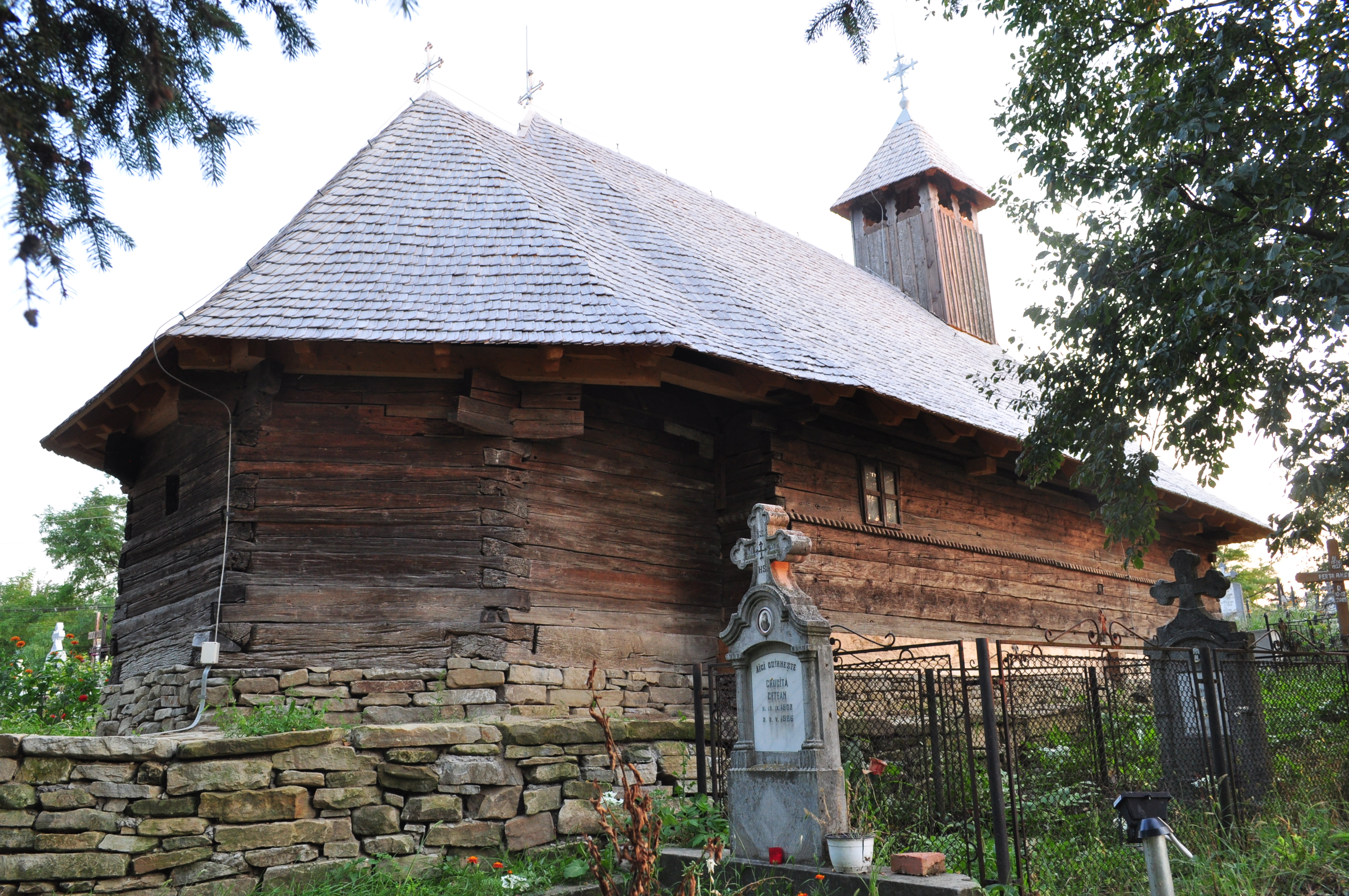
Biserica de lemn „Sfântul Nicolae” din Ghirbom, județul Alba, foto: august 2011.

Biserica de lemn „Sfântul Nicolae” din Ghirbom, județul Alba, foto: august 2011.

În altar

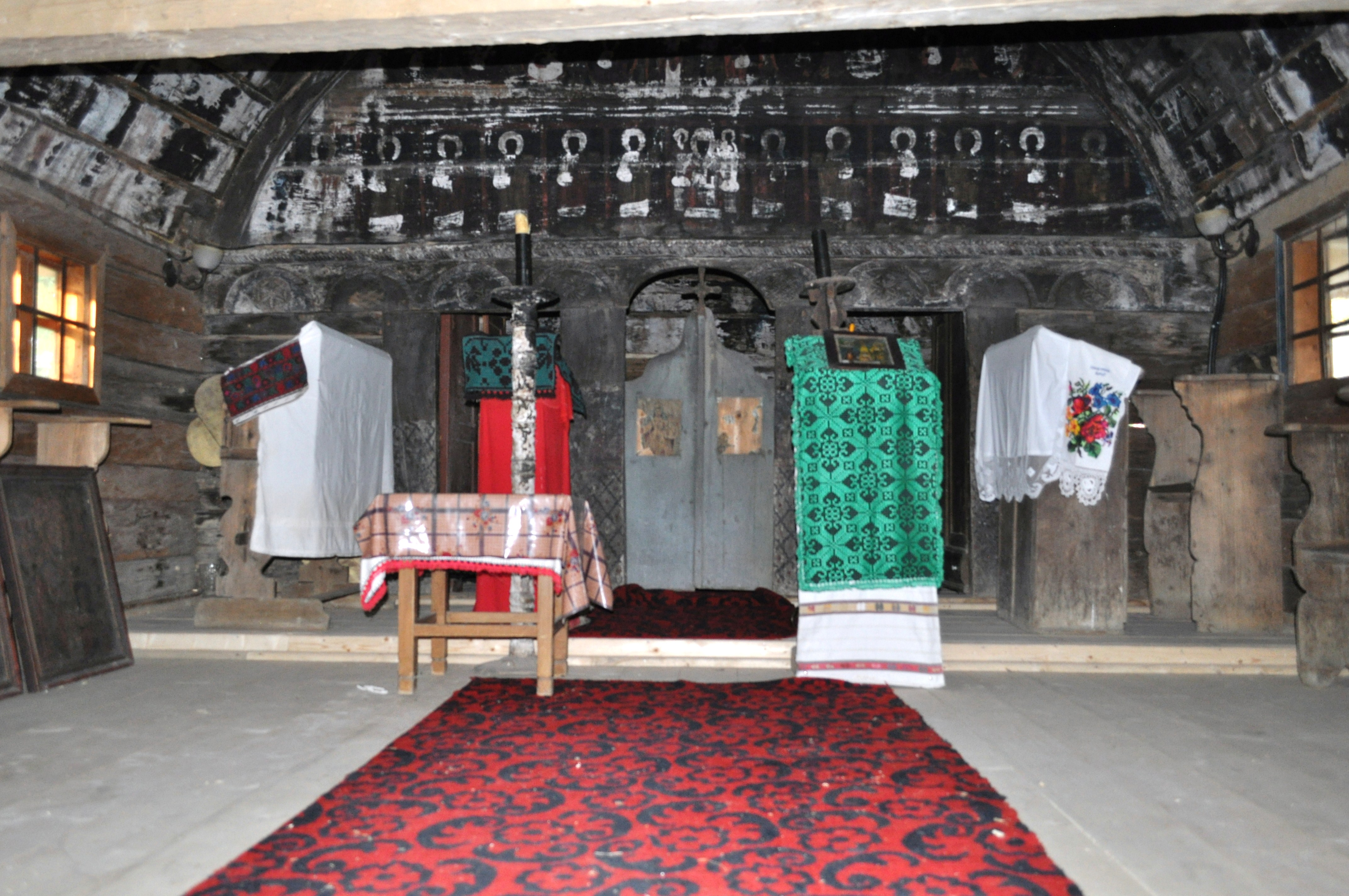
Interiorul navei

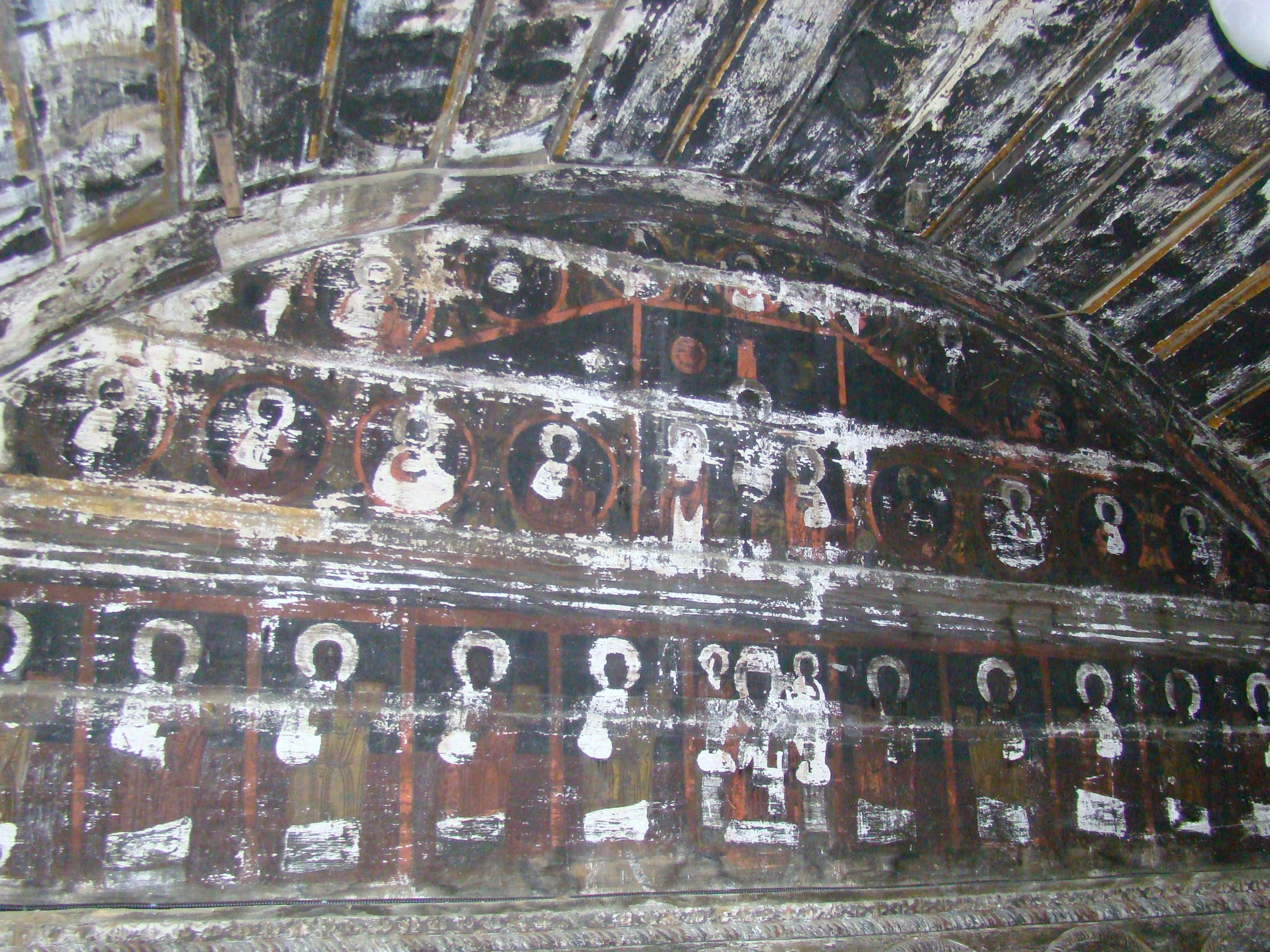
Catapeteasma

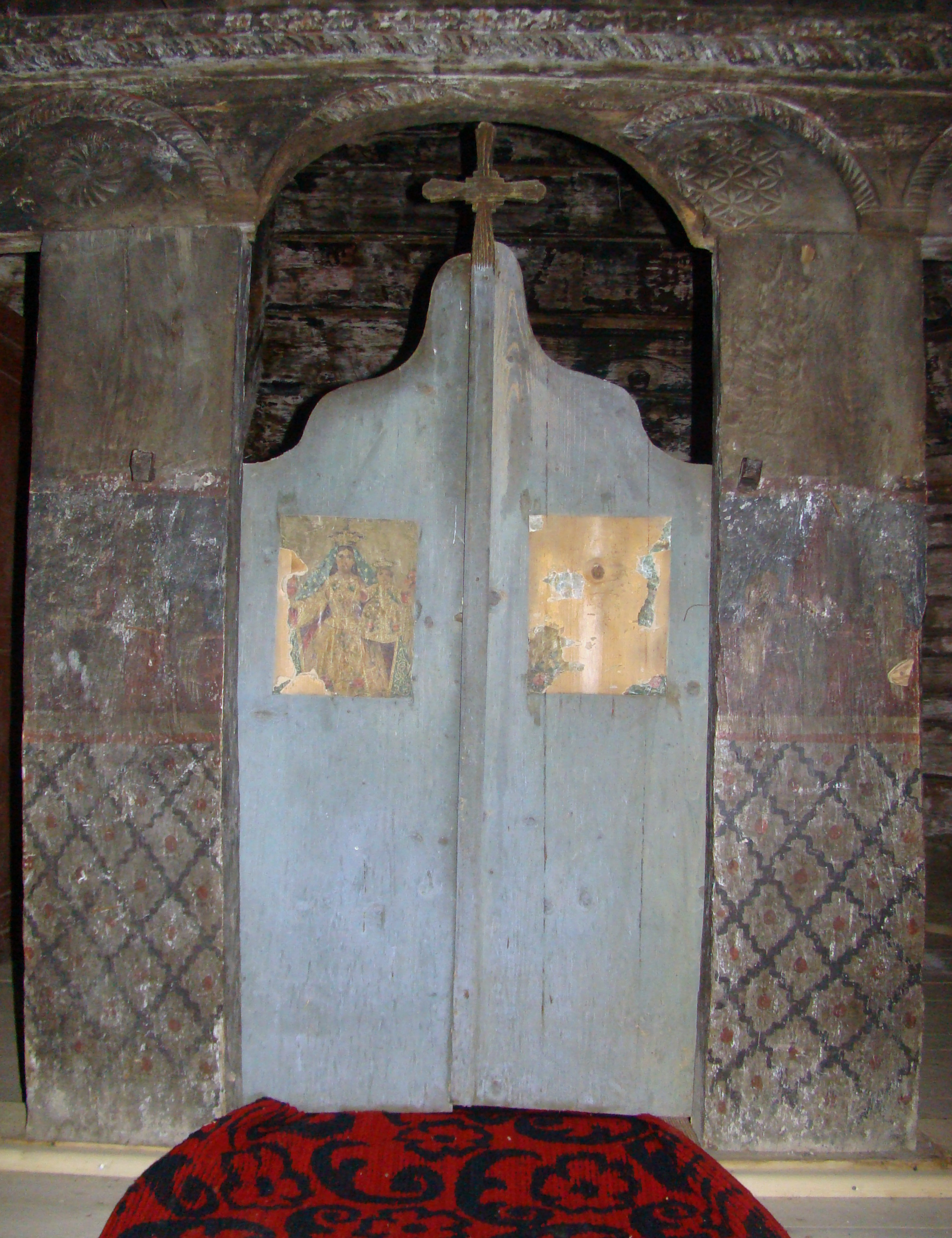
Ușile împărătești

Portalul interior

Detaliu grindă cu motive decorative incizate și semnătura meșterului

Îmbinări și console în exterior

Biserica de lemn din Ghirbom cu hramul „Sf. Nicolae”, comuna Berghin, județul Alba, este un lăcaș ridicat în anul 1688. Figurează pe lista monumentelor istorice, cod LMI AB-II-m-A-00231.

## Istoric și trăsături
Strămoșescul lăcaș de lemn al acestei așezări a fost ridicat în secolul al XVII-lea, în spiritul tradițiilor străvechi, constructive și decorative. În modeste proporții, înfățișează planul dreptunghiular, cu absida decroșată, poligonală cu cinci laturi.
Forma originală a bisericii nu avea prispă și clopotniță, aceste elemente fiind adăugate fie în secolul al XIX-lea, fie în timpul reparațiilor din anul 1916. Se presupune că actualele arce transversale ale bolților le-au înlocuit pe cele originale, sculptate după obiceiul vremii în care fusese înălțat monumentul. 
O clopotniță îngustă, de secțiune pătrată, cu marginile interioare ale deschiderilor cu decor sculptat. În scopul cuprinderii sub același acoperiș a prispei, adăugată pe latura de sud, a fost modificată șarpanta, lărgindu-se, drept care se văd, din afară, bolțile semicilindrice, aceea a absidei fiind racordată pe est, prin trei fâșii curbe.
Arta sculptării lemnului se vădește în originalitatea brâului median al navei, realizat prin crestarea în frânghie a unei lățimi de grindă, ce a fost fixată apoi între bârnele de mijloc ale pereților. Deși meșterul pare a fi fost înclinat să înscrie rozetele cu petale sau spirale între arce cu profil în frânghie, opera sa cea mai importantă a fost sculptarea întregii lungimi de 4,90 m a grindei tâmplei. Această lucrare reprezintă și actul de datare al edificiului. Grinda are partea superioară limitată de două chenare profilate, unul cu motiv geometric simbolizând crucea, iar celălalt în frânghie. Artistul înscrie, în restul suprafeței, o suită de nouă arcuri, cu profil în frânghie, și tot atâtea rozete, pe motivul soarelui, fiecare în felul ei, pe care le înconjură în cercuri, cu dinți de lup, cu frânghie, sau cu grupul celor trei linii piezișe, când într-o parte când într-alta, aidoma celor realizate pe ceramica străveche, și aici descoperită, în locul „Sub vii”, sau până târziu , pe furcile de tors. Soarele si luna, porumbelul, și-au aflat locul în câmpul de inspirație al maiestrului. Se pot aminti, pentru domeniul sculpturii, și cele două sfeșnice mici, de la sfârșitul secolului al XVII-lea – începutul secolului al XVIII-lea, cu motive geometrice, ca și pe cele mari din secolul al XIX-lea. Arcul cu profil în frânghie, cu rostul înscrierii motivelor ornamentale, ca și pasărea vieții, porumbelul, au fost aflate, până acum, la Husia, pe dealurile Someșului, în ancadramentul, din secolul al XVI-lea, observat, și astfel salvat, sub tencuialã. Faptul ne relevă unitatea de concepție și simbol al crestării lemnului, ca și pierderile incomensurabile ale produselor acestei arte .
Din inscripția săpată în măiastra grindă de la Ghirbom, distrusă în parte, prin mărirea golului intrărilor, aflăm anul 1688, ca și numele lui „Surcea Dumitru ispititul bisericei”, căruia îi adaugă semnele lui de mare meșter.
Pereții lăcașului au fost zugrăviți prima dată spre sfârșitul secolului al XVIII-lea. Din analogia urmelor rămase din această podoabă, în limitele posibile, cu picturi si elemente pictate din zonă, se poate aprecia că aici a lucrat Nicolae zugravul, în anii în care realiza și tâmpla de la Hăpria. Din păcate pictura este aproape în întregime distrusă.

## Imagini din exterior

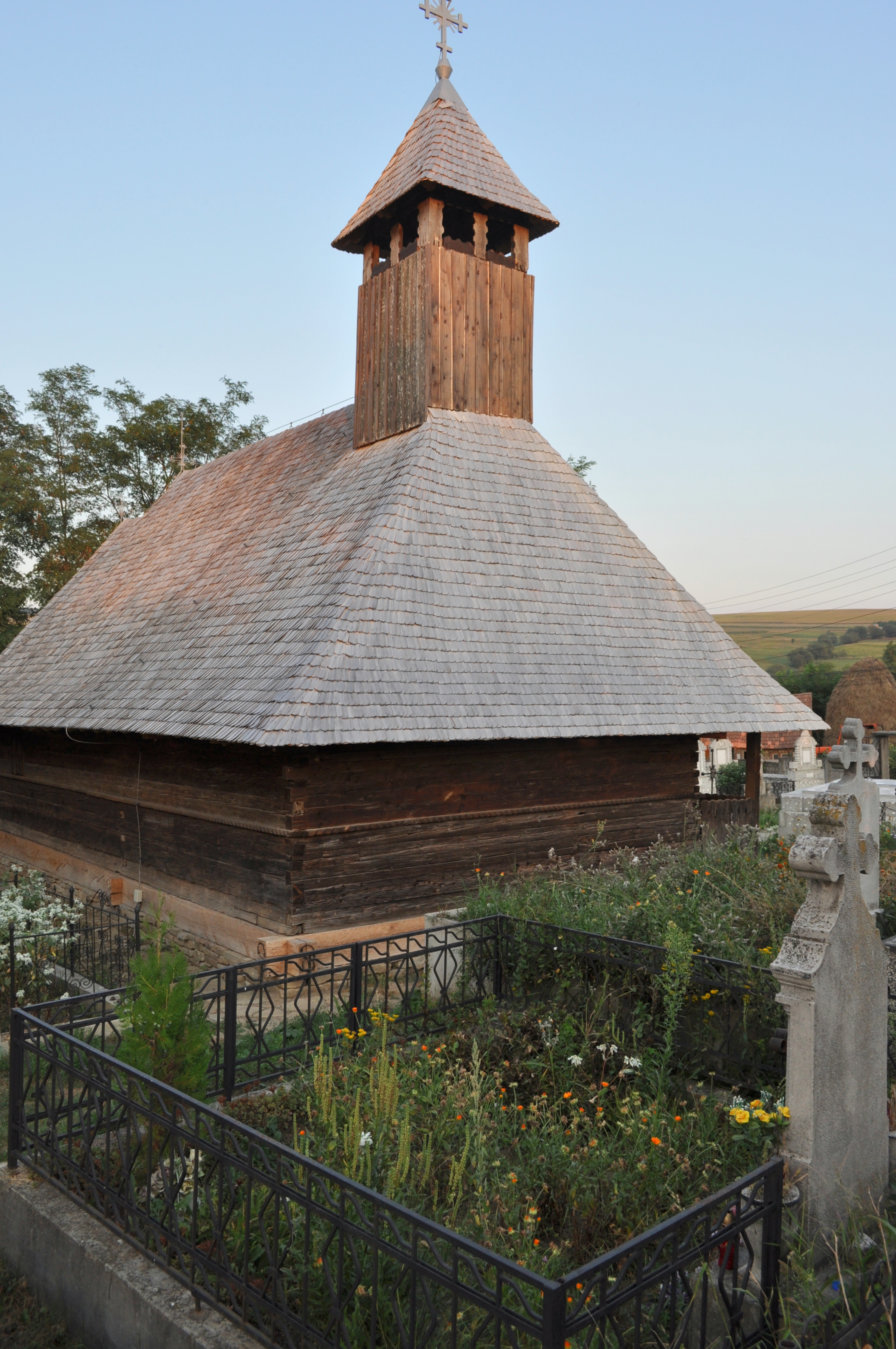
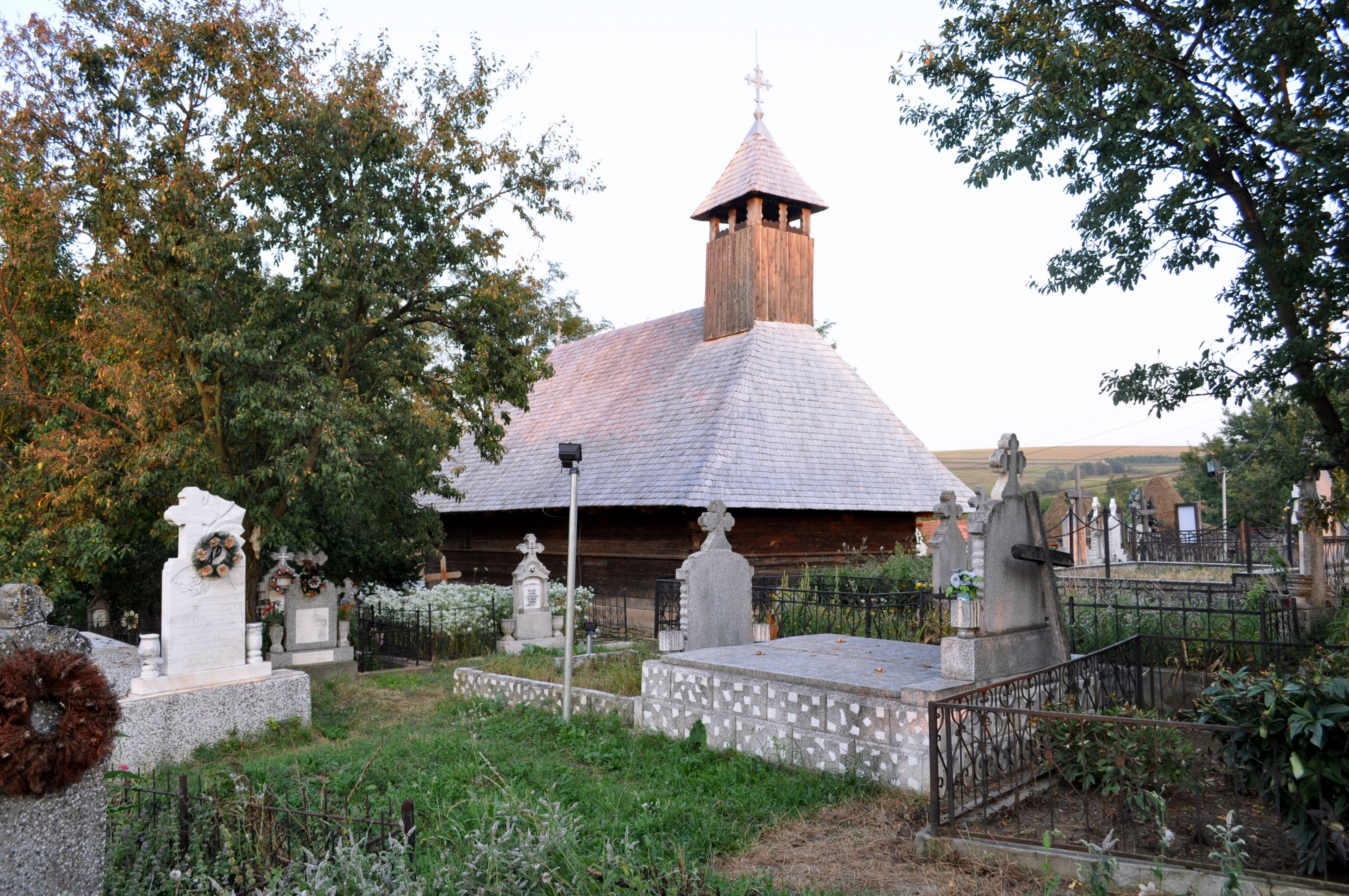
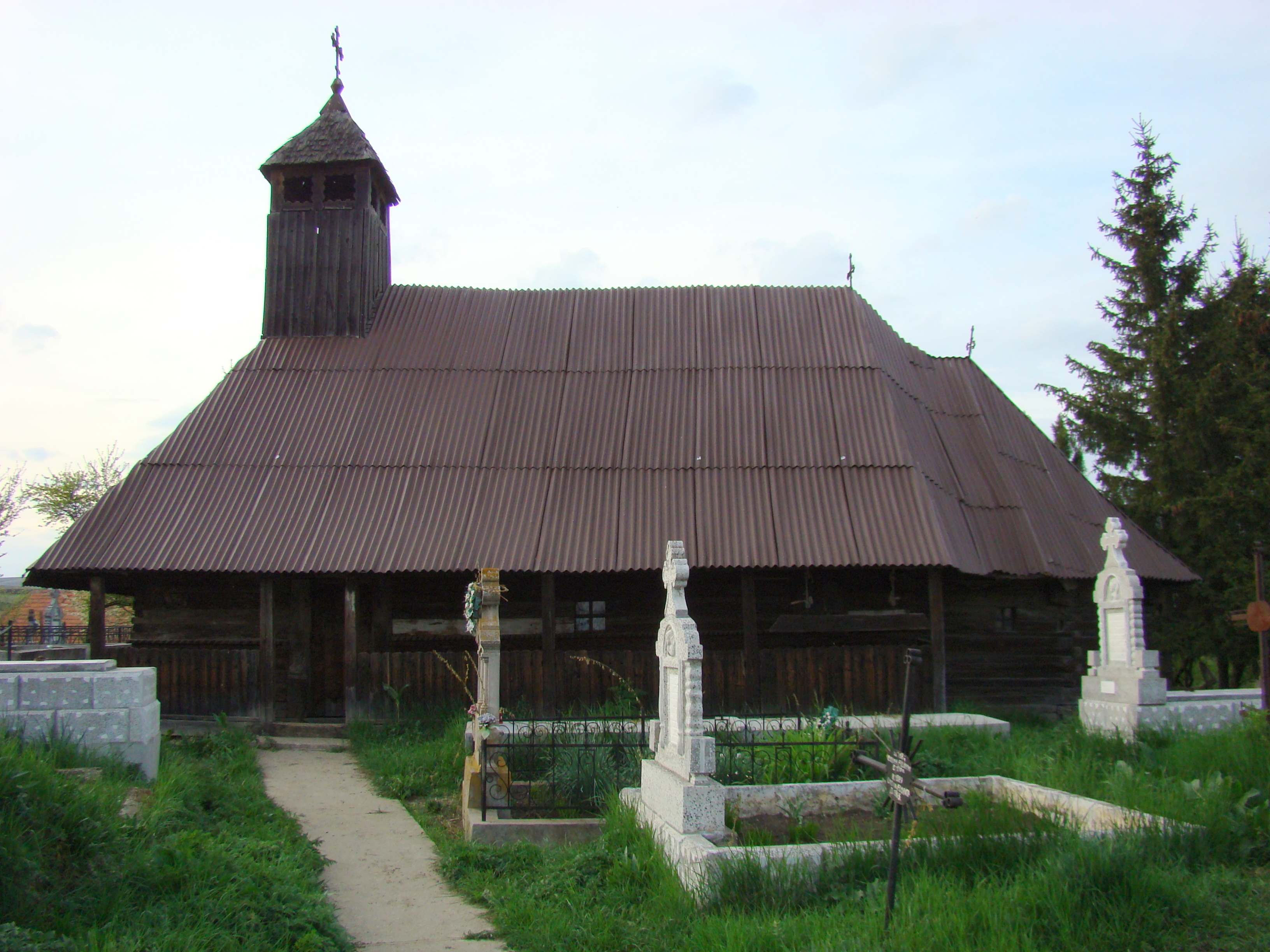
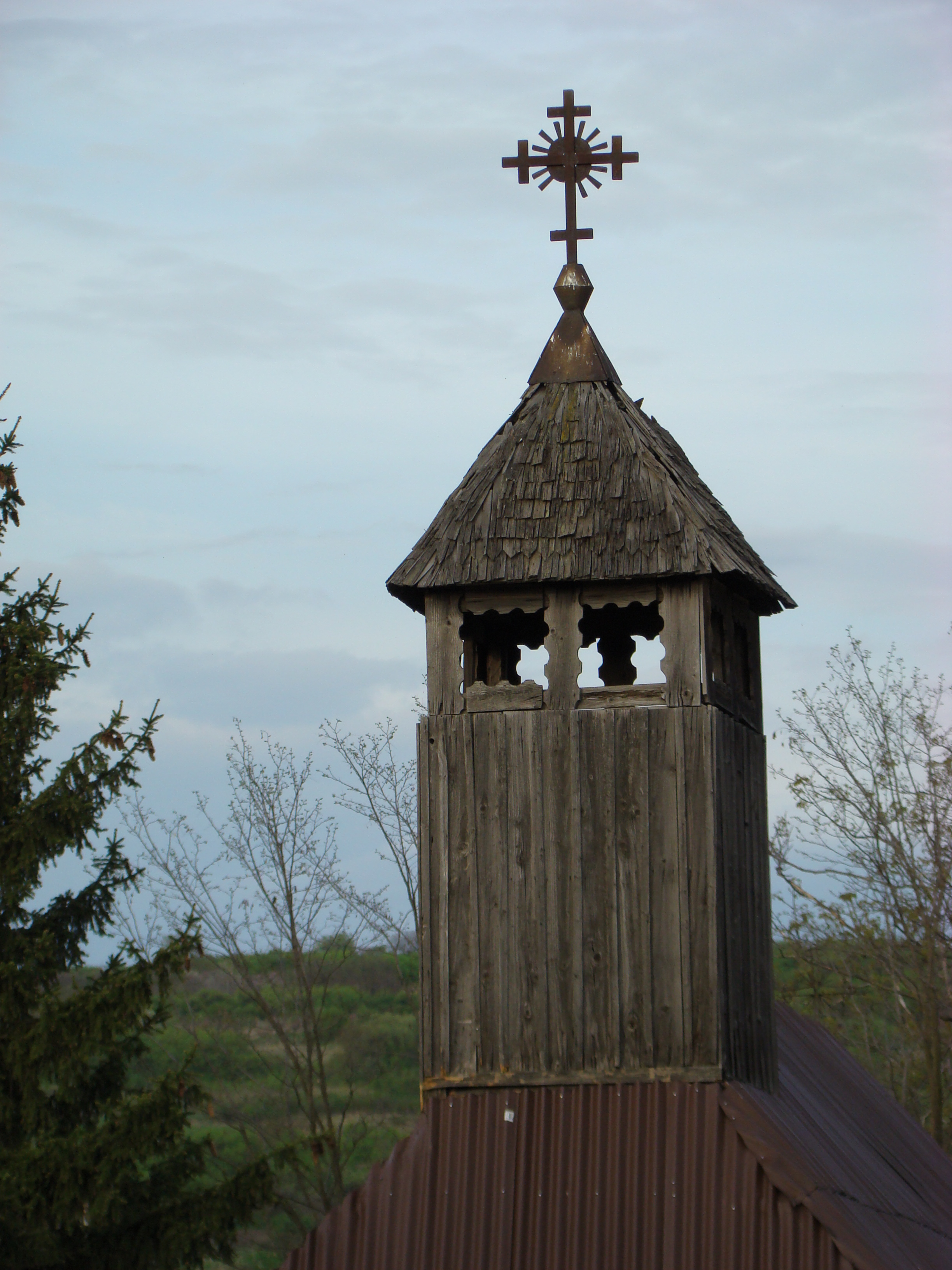
Turnul bisericii
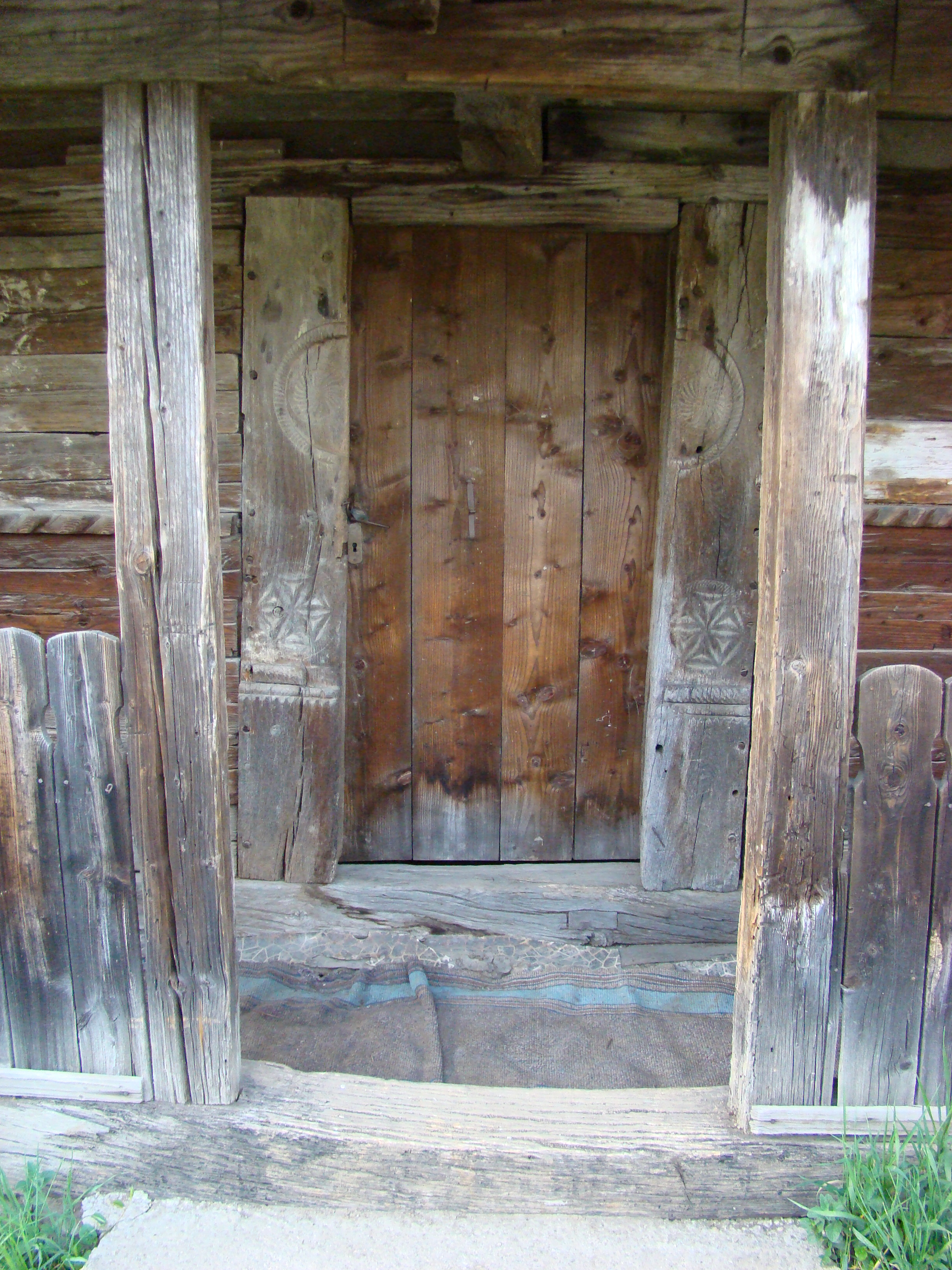
Portalul bisericii
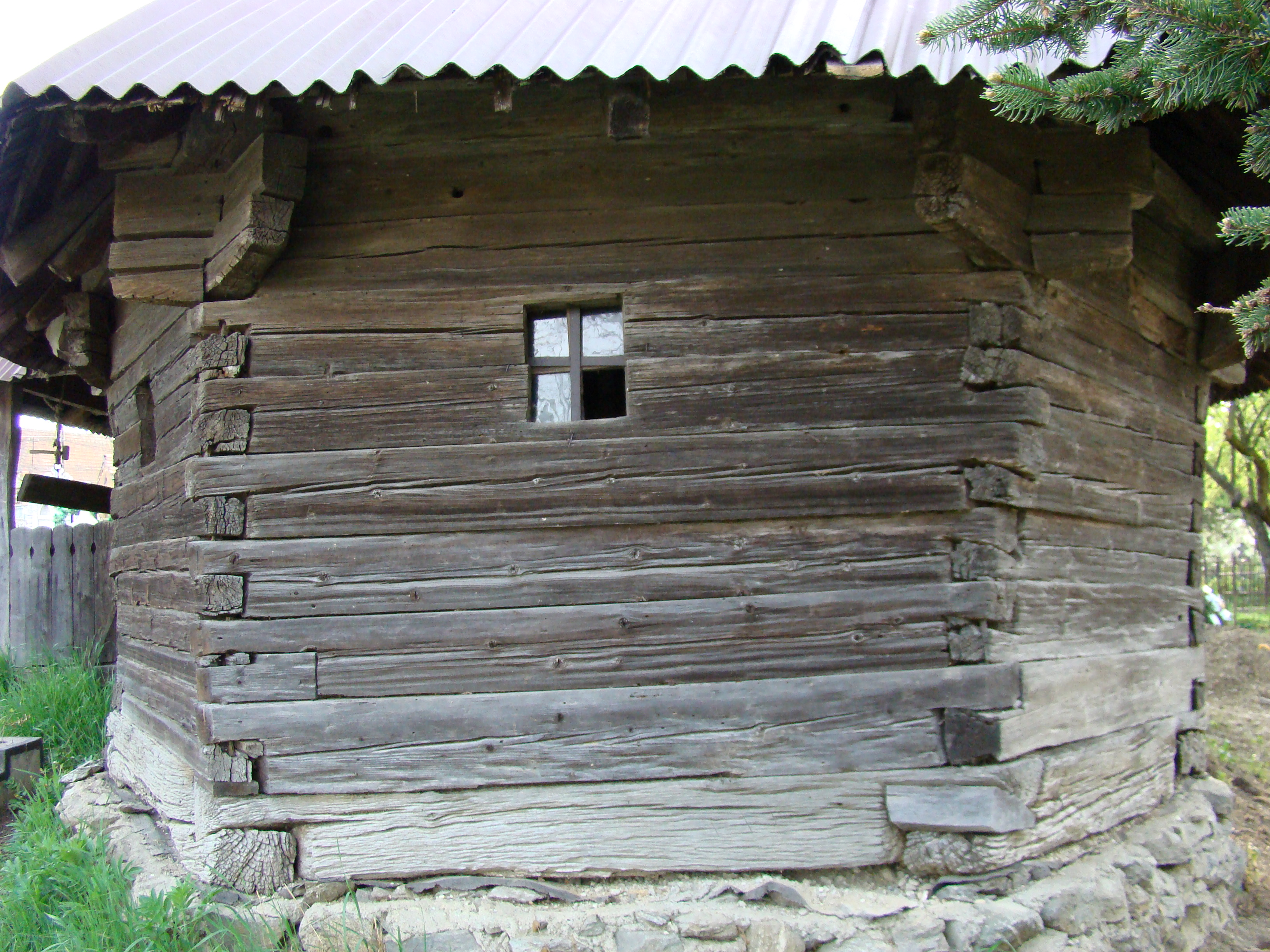
Absida altarului
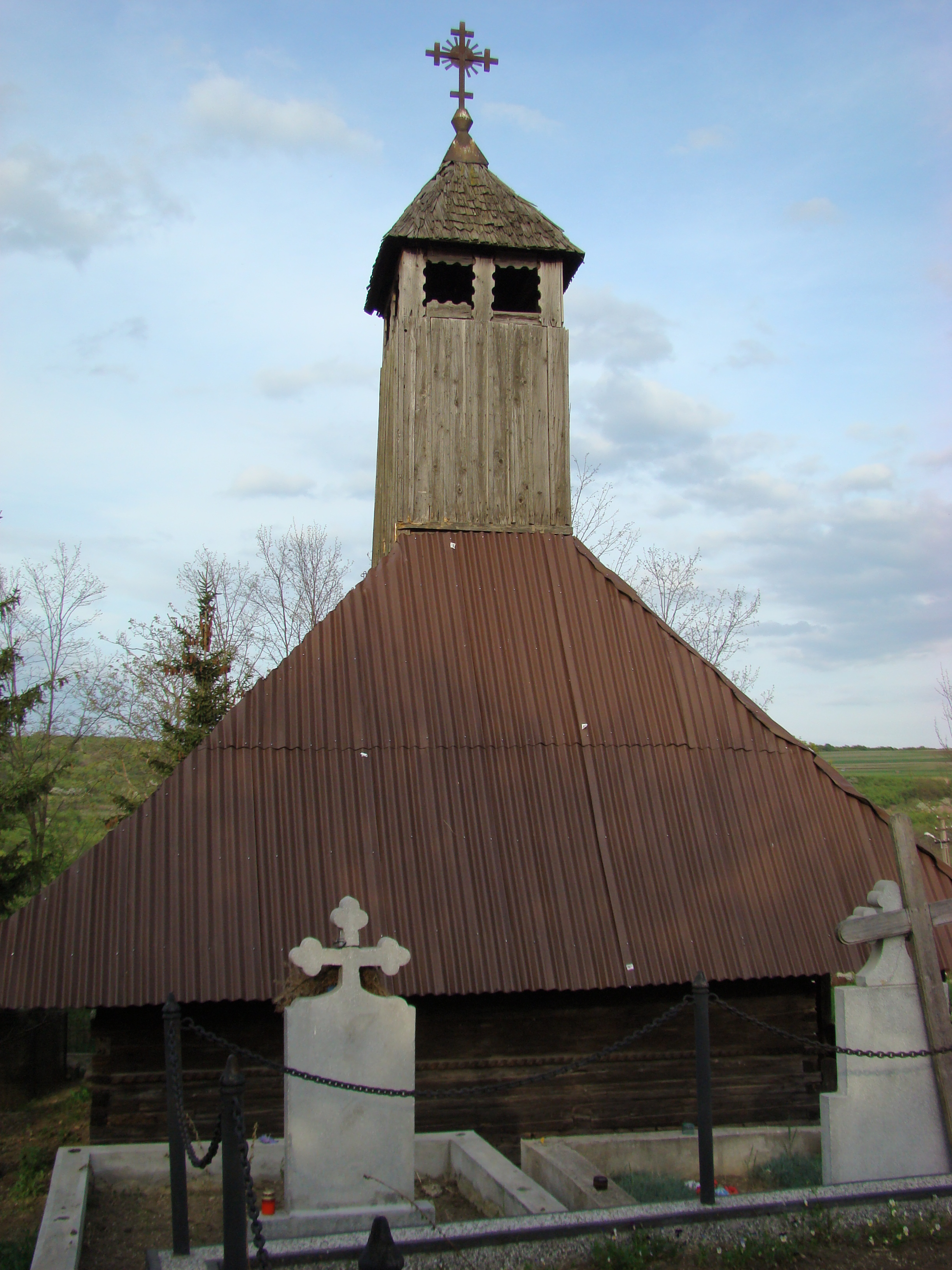
Vedere din vest
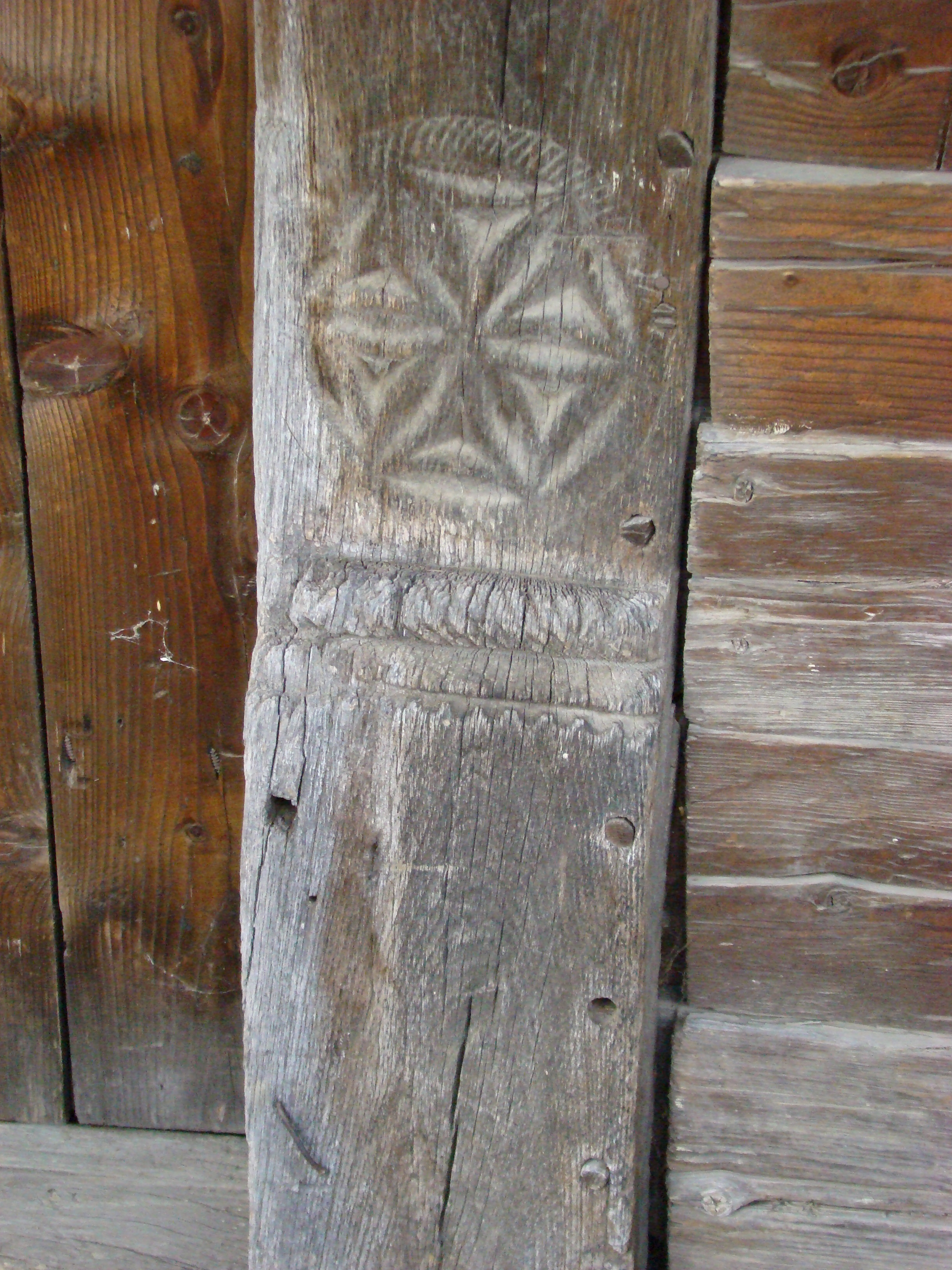
Detaliu portal
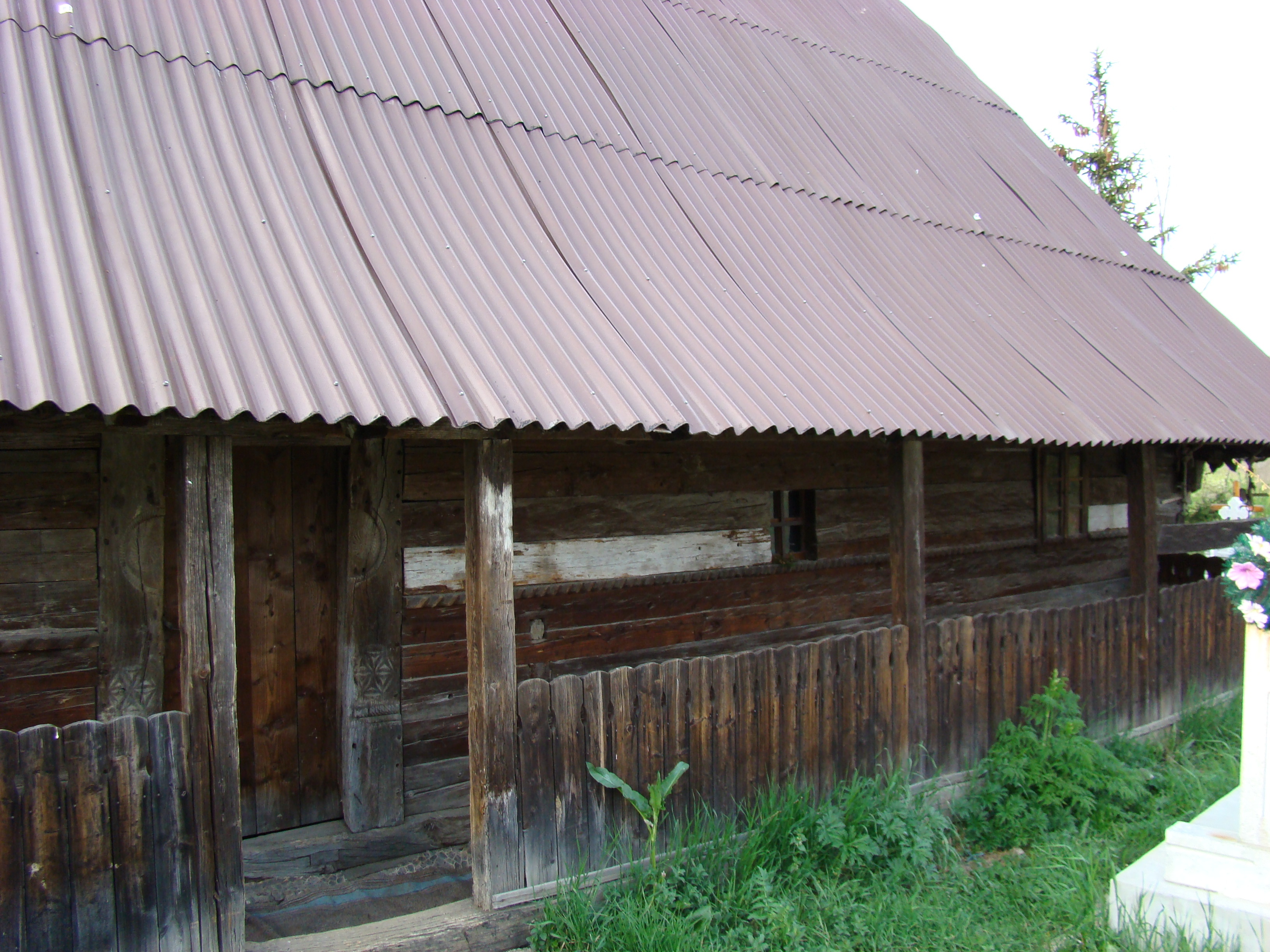
Prispa bisericii
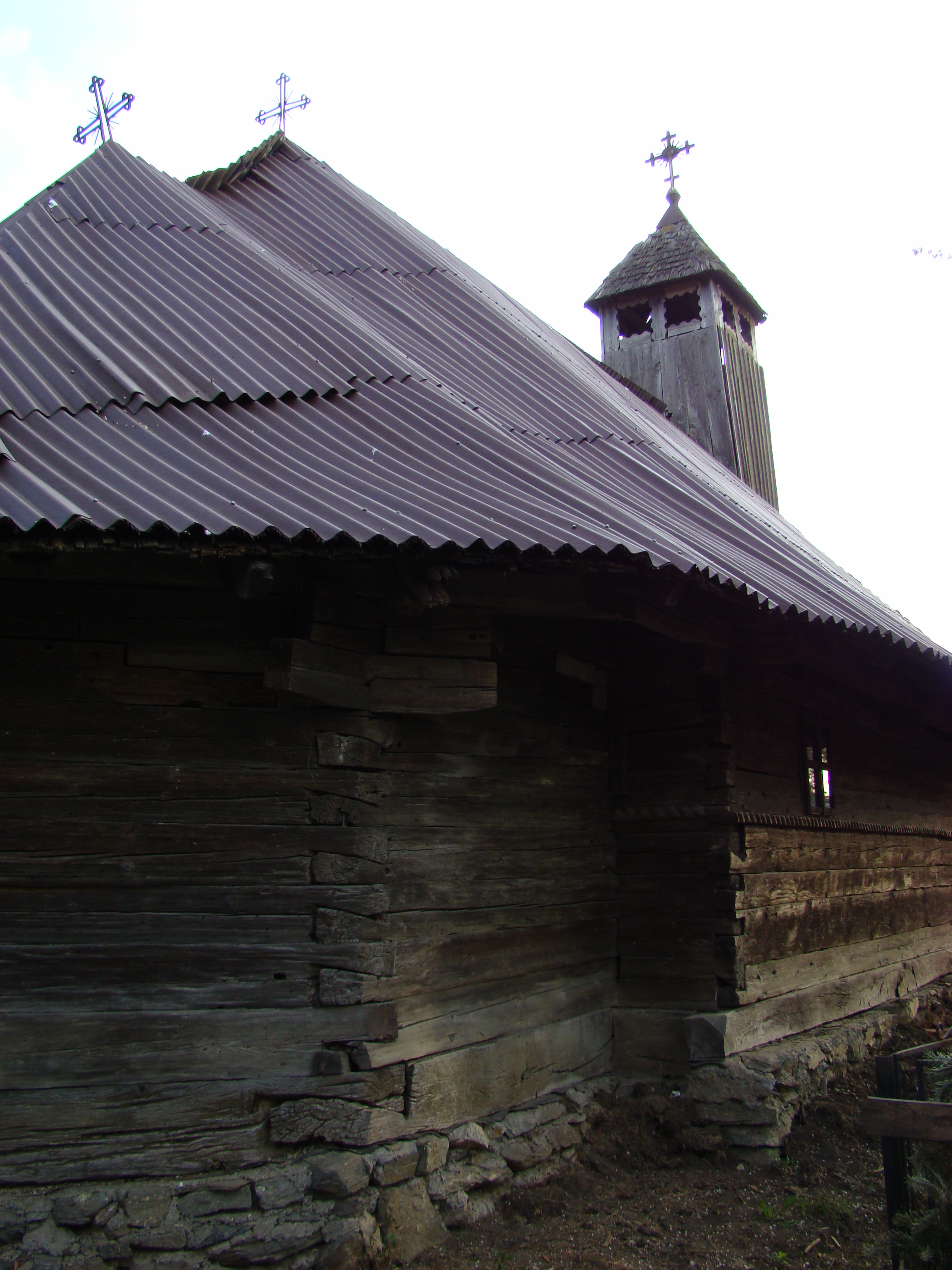
Latura de nord
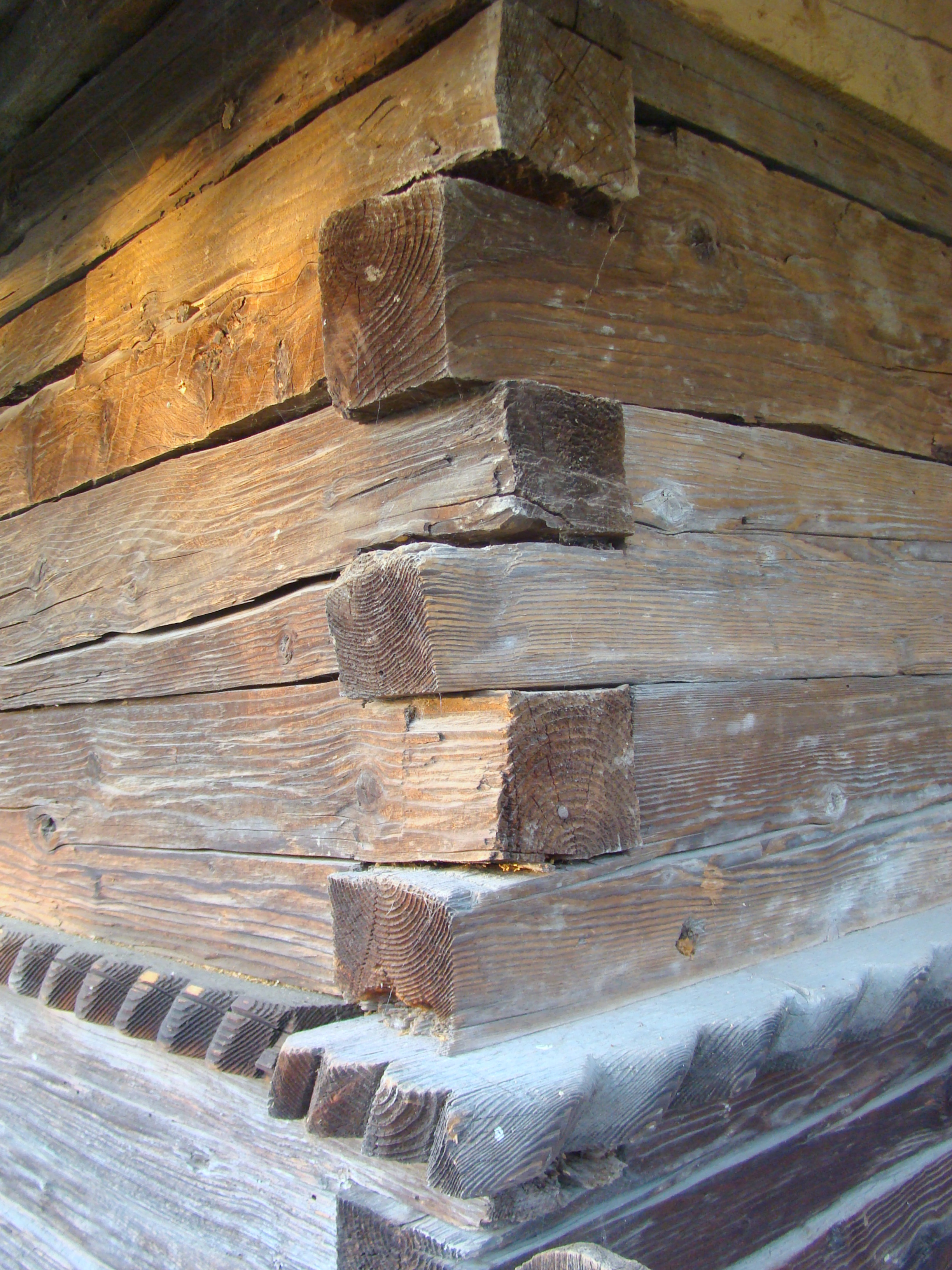

## Imagini din interior

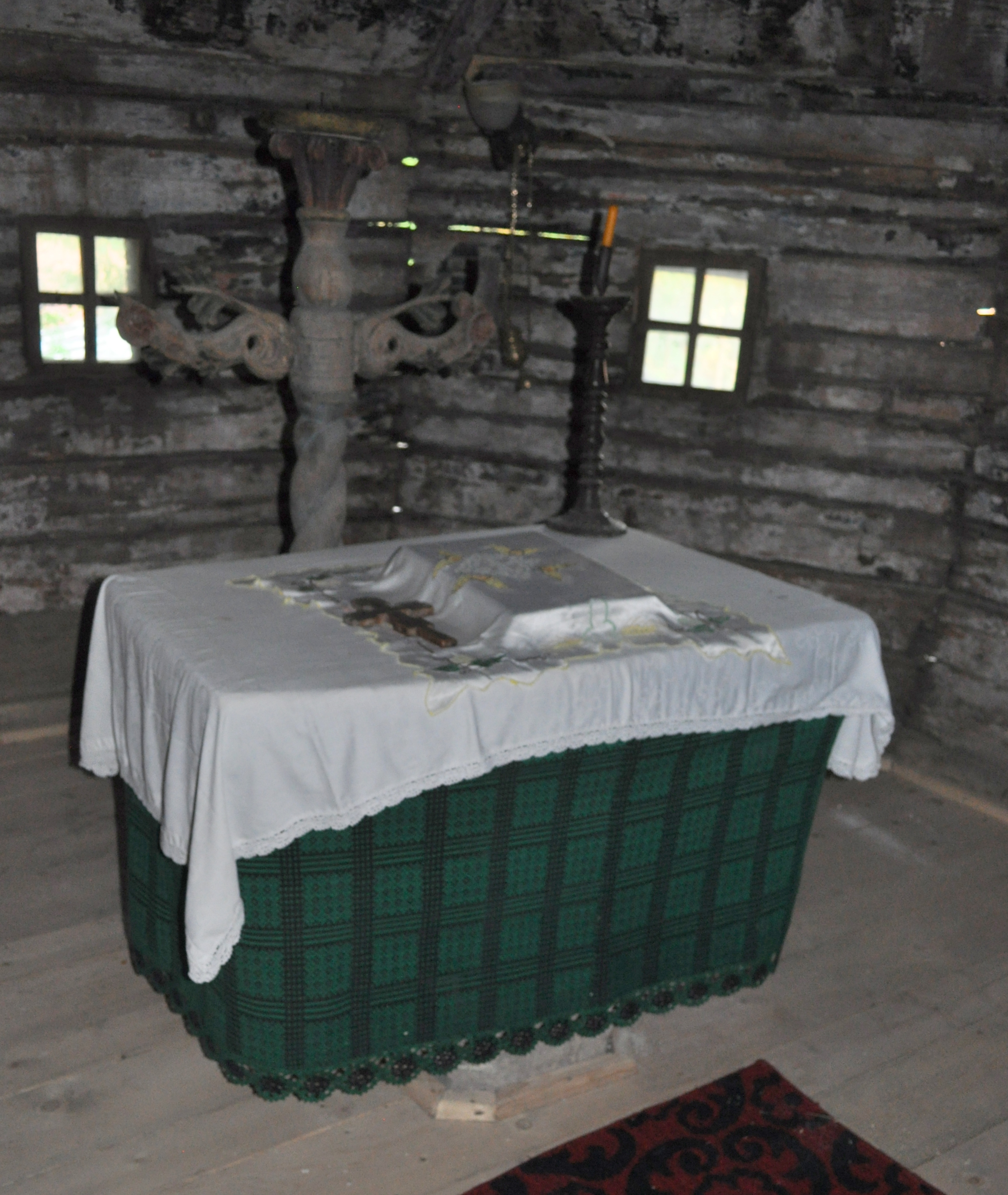
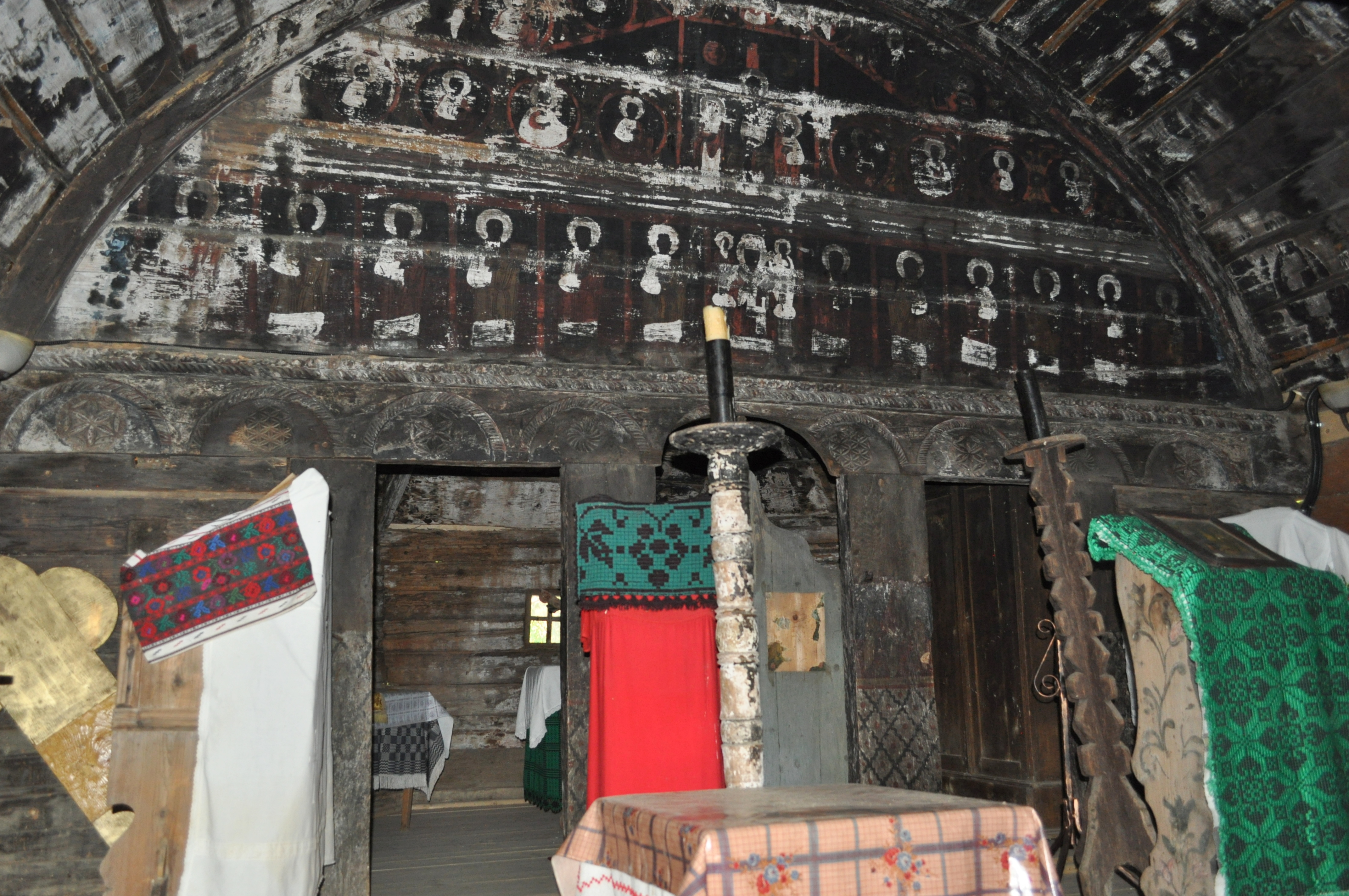
Preotul paroh Ștef Vasile
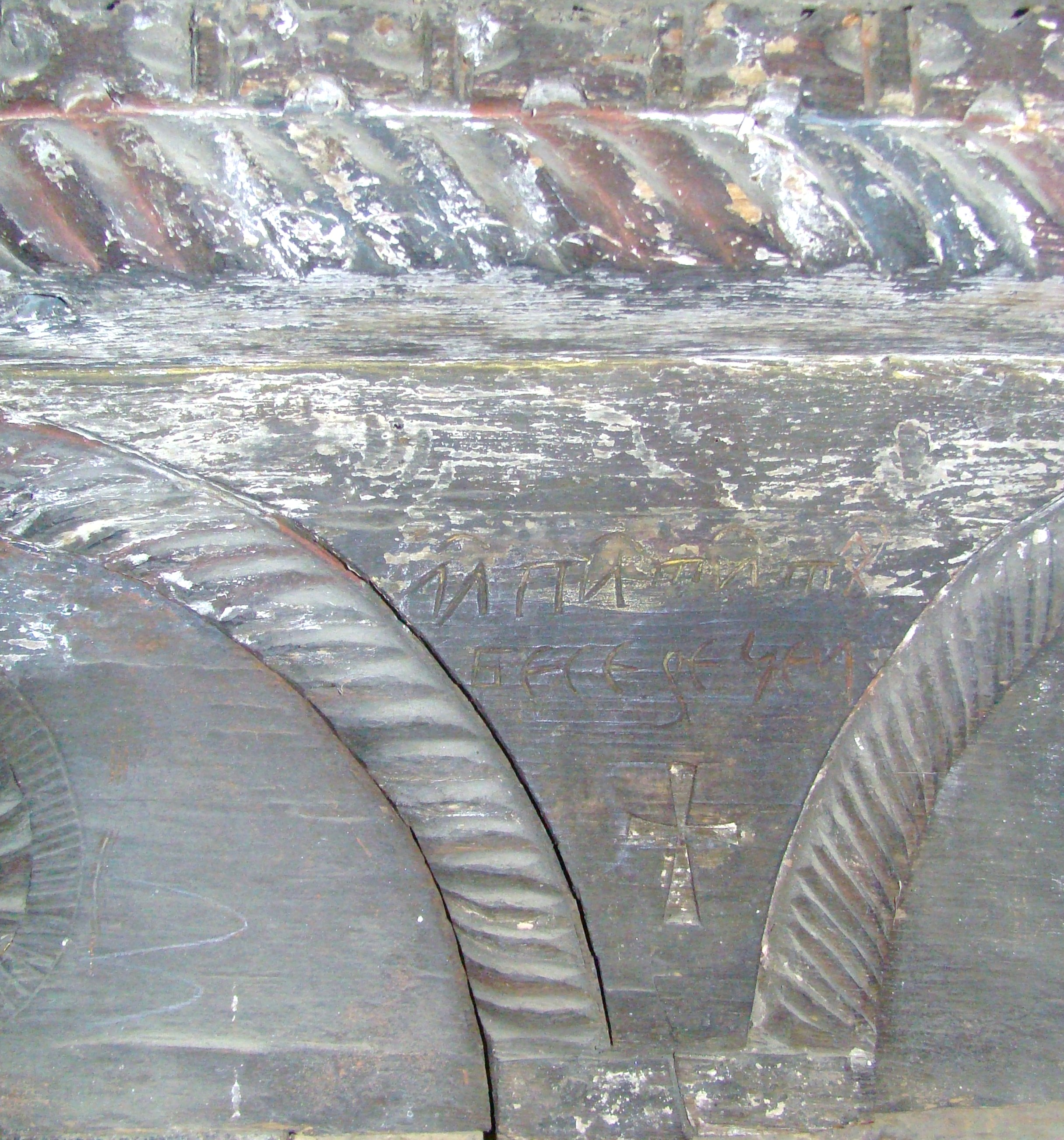